# Angerme
Angerme (jap. アンジュルム Anjurumu), wcześniej S/mileage (jap. スマイレージ Sumaireeji) – zespół powstały w roku 2009. Zadebiutował 7 czerwca tego samego roku, wydając pierwszy singiel „aMa no Jaku” (ぁまのじゃく). W listopadzie 2009 członkinie zespołu odeszły z Hello Pro Egg, zostały jednym z kilku zespołów dominujących w projekcie muzycznym Hello! Project. 

## Muzycy

### Obecny skład zespołu
- Moe Kamikokuryou (2015–obecnie)
- Layla Ise (2018–obecnie)
- Rin Hashisako (2019–obecnie)
- Rin Kawana (2020–obecnie)
- Shion Tamenaga (2020–obecnie)
- Wakana Matsumoto (2020–obecnie)
- Yuki Hirayama (2021–obecnie)
- Yukiho Shimoitani (2023–obecnie)
- Hana Goto (2023–obecnie)

### Byli członkowie
- Yūka Maeda (jap. 前田 憂佳 Maeda Yūka) (2009–2011)
- Saki Ogawa (jap. 小川 紗季 Ogawa Saki) (2009–2011)
- Fuyuka Kosuga (jap. こすが ふゆか Kosuga Fuyuka) (2011)
- Kanon Fukuda (jap. 福田 花音 Fukuda Kanon) (2009–2015)
- Meimi Tamura (jap. 田村芽実 Tamura Meimi) (2011–2016)
- Maho Aikawa (jap. 相川茉穂 Aikawa Maho) (2014–2017)
- Ayaka Wada (jap. 和田 彩花 Wada Ayaka) (2009–2019)
- Rina Katsuta (jap. 勝田里奈 Katsuta Rina) (2011–2019)
- Kana Nakanishi (jap. 中西香菜 Nakanishi Kana) (2011–2019)
- Mizuki Murota (jap. 室田瑞希 Murota Mizuki) (2014–2020)
- Musubu Funaki (jap. 船木結 Funaki Musubu) (2017–2020)
- Haruka Ōta (jap. 太田遥香 Oota Haruka) (2018–2020)
- Momona Kasahara (jap. 笠原桃奈 Kasahara Momona) (2016–2021)
- Akari Takeuchi (jap. 竹内朱莉 Takeuchi Akari) (2011–2023)
- Rikako Sasaki (jap. 佐々木莉佳子 Sasaki Rikako) (2014–2024)
- Ayano Kawamura (jap. 川村文乃 Kawamura Ayano) (2017–2024)

## Dyskografia

### Single
- aMa no Jaku (ぁまのじゃく) – 2009.06.07
- Asu wa Date na no ni, Ima Sugu Koe ga Kikitai (あすはデートなのに、今すぐ声が聞きたい) – 2009.09.23
- Suki Chan (スキちゃん) – 2009.11.23
- Otona ni Naru tte Hoshii!!! (オトナになるって難しい!!!) – 2010.03.14
- Yumemiru Fifteen (夢見る 15歳) – 2010.05.26
- Ganbaranakute mo Eenen de!! (○○ がんばらなくてもええねんで！！) – 2010.07.28
- Onaji Jikyuu de Hataraku Tomodachi no Bijin Mama (同じ時給で働く友達の美人ママ) - 2010.10.29
- Shortcut (ショートカット) - 2011.02.09
- Koi ni Booing Buu! (恋にBooing ブー!) - 2011.04.27
- Uchouten LOVE (有頂天LOVE) - 2011.08.03
- Tachiagaaru (タチアガール) - 2011.09.28
- Please Miniskirt Postwoman! (プリーズ ミニスカ ポストウーマン！) - 2011.12.28
- Choto Mate Kudasai! (チョトマテクダサイ!) - 2012.02.01
- Dot Bikini (ドットビキニ) - 2012.05.02
- Suki yo, Junjou Hankouki (好きよ、純情反抗期。) - 2012.08.22
- Samui ne. (寒いね。) - 2012.11.28
- Tabidachi no Haru ga Kita (旅立ちの春が来た) - 2013.03.20
- Atarashii Watashi ni Nare!/Yattaruchan (新しい私になれ!/ヤッタルチャン) - 2013.07.03
- Ii Yatsu" / Ee ka!? (「良い奴」 / ええか!?) - 2013.12.18

### Albumy
- Warugaki 1
- 2 Smile Sensation

### DVD
- Single V "aMa no Jaku" (シングルV『ぁまのじゃく』) – 2009.07.19
- Single V "Asu wa Date na no ni, Ima Sugu Koe ga Kikitai" (シングルV『すはデートなのに、今すぐ声が聞きたい』) – 2009.10.06
- Single V "Suki Chan" (シングルV『スキちゃん』) – 2010.01.02
- Single V "Yumemiru Fifteen" (シングルV『夢見る 15歳』) – 2010.06.02
- Single V "Ganbaranakute mo Eenen de!!" (シングルV『○○ がんばらなくてもええねんで！！』) – 2010.08.04

## Nazwa zespołu
Nazwa S/mileage wywodzi się z angielskich słów, smile, mileage i age. Fraza smile age oznacza „wiek uśmiechu”.

## Koncerty
- 2009 Hello! Project Shinjin Kouen Rokugatsu ~Nakano STEP!~ – Nakano San Plaza Hall, od 2009.06.06 do 06.07